# Elazığ (basket-ball féminin)
Elazığ İl Özel İdarespor est un club féminin turc de basket-ball basé à Elâzığ évoluant en TBBL.